# シナモンチャレンジ

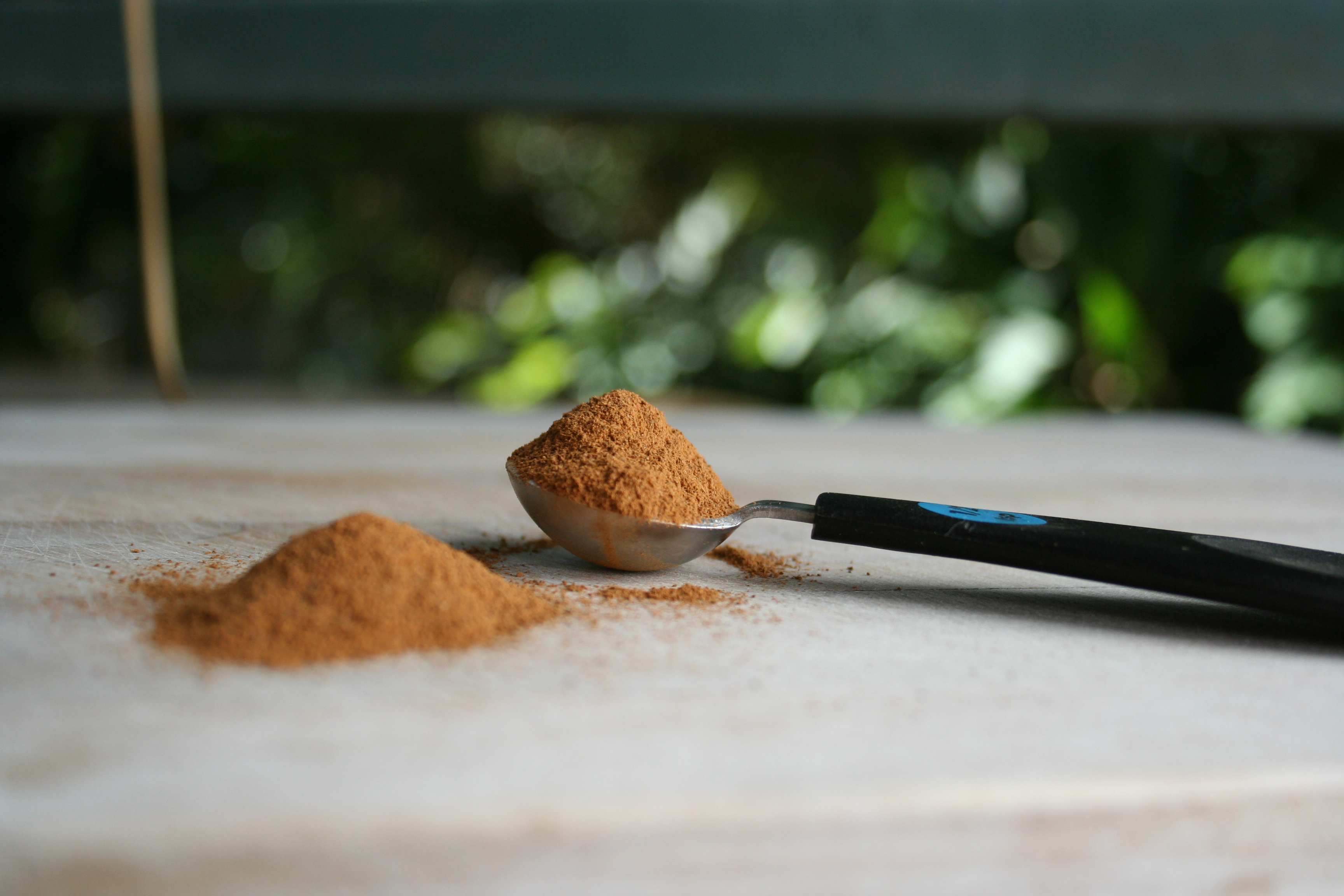
シナモンチャレンジでは、スプーン1杯の粉末シナモンを食べる。

シナモンチャレンジ (Cinnamon Challenge) は、インターネット上で急速に拡散している、食品に関する挑戦である。

## 概要
挑戦の目的は、何も飲まずに60秒以内にスプーン一杯の挽いたシナモンを食べている自分を撮影することである。 シナモンが口と喉を覆って乾燥させ、咳、吐き気、嘔吐、およびシナモンの吸入を引き起こし、喉の炎症、呼吸困難、気胸および肺炎のリスクにつながる可能性があるため、挑戦は難しく、かなりの健康上のリスクを伴う。

## 健康上の危険
シナモンが固まりを形成して気道を詰まらせる場合は特に、シナモンを吐き気を催したり窒息したりするリスクがあるため、スタントは危険な場合がある。シナモンを誤って吸入すると、炎症を引き起こして感染を引き起こすことにより、肺に深刻な損傷を与える可能性がある。